# Pegivirus equino
Il pegivirus equino (EPgV) è un virus del genere Pegivirus della famiglia Flaviviridae. È stato scoperto nel 2013 nel sangue dei cavalli ed causa viremie croniche; ciò malgrado l'EPgV non è noto essere responsabile di alcuna malattia nei cavalli.
In un'indagine sierologica l'EPgV e i virus correlati, hanno mostrato anticorpi contro EPgV, nella maggior parte dei cavalli studiati, indicando un'alta prevalenza in essi.